# Gmund (Tegernsee)
Gmund (Tegernsee) (niem.: Bahnhof Gmund (Tegernsee)) – stacja kolejowa w Gmund am Tegernsee, w kraju związkowym Bawaria, w Niemczech. Znajduje się na linii Schaftlach – Tegernsee. Według DB Station&Service ma kategorię 6. Obsługiwana jest przez pociągi Bayerische Oberlandbahn.

## Linie kolejowe
- Linia Schaftlach – Tegernsee

## Połączenia
| Rodzaj pociągów | Trasa                                                              | Takt     |
| --------------- | ------------------------------------------------------------------ | -------- |
| BOB}            | München – Holzkirchen – Schaftlach – Gmund (Tegernsee) – Tegernsee | godzinny |